# Артеміда-5
Артеміда-5 (англ. Artemis 5, офіційно Artemis V) — п'ята запланована місія та третя посадка з екіпажем у рамках програми НАСА Артеміда. В рамках місії буде відправлено чотирьох астронавтів на ракеті Системи космічних запусків і космічному кораблі «Оріон» до південного полюса Місяця. Крім того, Артеміда-5 також доставить два нових елементи на космічну станцію Gateway Space Station.

## Огляд
Артеміда-5 запустить чотирьох астронавтів до космічної станції Gateway Space Station. Місія доставить заправний і комунікаційний модуль ESPRIT Європейського космічного агентства, а також канадську роботизовану систему для Gateway. Також буде доставлений місячний транспортний засіб НАСА Lunar Terrain Vehicle.
Після пристикування до Lunar Gateway двоє астронавтів піднімуться до пристикованого посадкового модуля Lunar Exploration Transportation Services і спустять його до південного полюса Місяця з місяцеходом Lunar Terrain Vehicle на борту. Це буде перша посадка на Місяць з часів місії «Аполлона-17» з використанням місяцехода.

## Космічний корабель

### Система космічних запусків
Система космічних запусків — це надважка ракета-носій, яка використовуватиметься для запуску космічного корабля «Оріон» із Землі на трансмісячну орбіту.

### Оріон
Оріон — транспортний засіб для екіпажу, який використовуватиметься всіма місіями «Артеміди». Він транспортуватиме екіпаж із Землі на орбіту Lunar Gateway і повертатиме їх назад на Землю.

### Gateway
Gateway — це невелика модульна космічна станція, яка буде розміщена на близькопрямолінійній гало-орбіті наприкінці 2024 року. Перші два елементи Gateway будуть запущені разом на борту ракети-носія Falcon Heavy компанії SpaceX наприкінці 2024 року. Модуль I-Hab habitat буде доставлено місією «Артеміда-4».

### Посадковий модуль Lunar Exploration Transportation Services (LETS)
Посадковий модуль LETS доставлятиме астронавтів від Gateway до поверхні Місяця і назад. Метою програми LETS є розробка одного або, можливо, кількох посадкових апаратів від різних компаній для забезпечення «стабільних» послуг посадки. Посадкові модулі LETS ще не обрано, і вони можуть включати або не включати Lunar Starship компанії SpaceX.

### Lunar Terrain Vehicle
Lunar Terrain Vehicle — це відкритий місяцехід, розроблений НАСА, яким астронавти керуватимуть на Місяці у скафандрах.